# Primera Iglesia Cristiana (Columbus)
La Primera Iglesia Cristiana (originalmente conocida como la Iglesia del Tabernáculo de Cristo) en Columbus, Indiana, construida en 1942. Fue el primer edificio contemporáneo en Columbus y una de las primeras iglesias en los Estados Unidos que se construyó con un estilo moderno.
El edificio, diseñado por el arquitecto finlandés Eliel Saarinen, consta de un salón principal acristalado, con sección de torre y puente. Los detalles interiores, como las lámparas, la pantalla y los muebles, fueron diseñados por su hijo Eero (quien más tarde diseñaría la Iglesia Cristiana del Norte en Columbus) y Charles Eames.
El edificio fue designado Monumento Histórico Nacional por el Servicio de Parques Nacionales en 2001.

## Planes para una nueva iglesia
Se necesitaba una iglesia más grande para acomodar las crecientes necesidades de la congregación entre la Primera y la Segunda Guerra Mundial. Linnie I. Sweeney, la esposa del reverendo Z. T. Sweeney, y su hermano W. G. Irwin discutieron por primera vez los planes para una iglesia gótica o americana temprana, pero su hijo y su sobrino J. Irwin Miller, que había estado siguiendo un curso de apreciación arquitectónica en la Universidad de Yale, propuso la idea de una iglesia moderna en su lugar. Diseñar y construir la iglesia se convirtió en un asunto familiar de dos generaciones.
La familia conoció a Eliel Saarinen a través de la hija del reverendo, Nettie Sweeney Miller, quien se convirtió en presidenta del comité de construcción. Saarinen solo había construido una iglesia antes, en Lituania, y estaba preocupado por el proyecto hasta que escuchó la propuesta para el edificio:

Nuestro pueblo es pequeño y hay hombres de todas clases y condiciones. Si bien nos gustaría que la iglesia fuera hermosa, no queremos que la primera reacción sea cuánto costó la iglesia. Queremos que las mujeres más pobres del pueblo se sientan como en casa allí y puedan adorar a su Dios en ese entorno.
Nettie Sweeney Miller

Saarinen, hijo de un pastor luterano, se entusiasmó con la idea y accedió a diseñar el edificio. No le gustaban las iglesias demasiado indulgentes y teatrales y creía que las iglesias de estilo gótico y georgiano estaban exageradas y ya no eran relevantes.

## Diseño

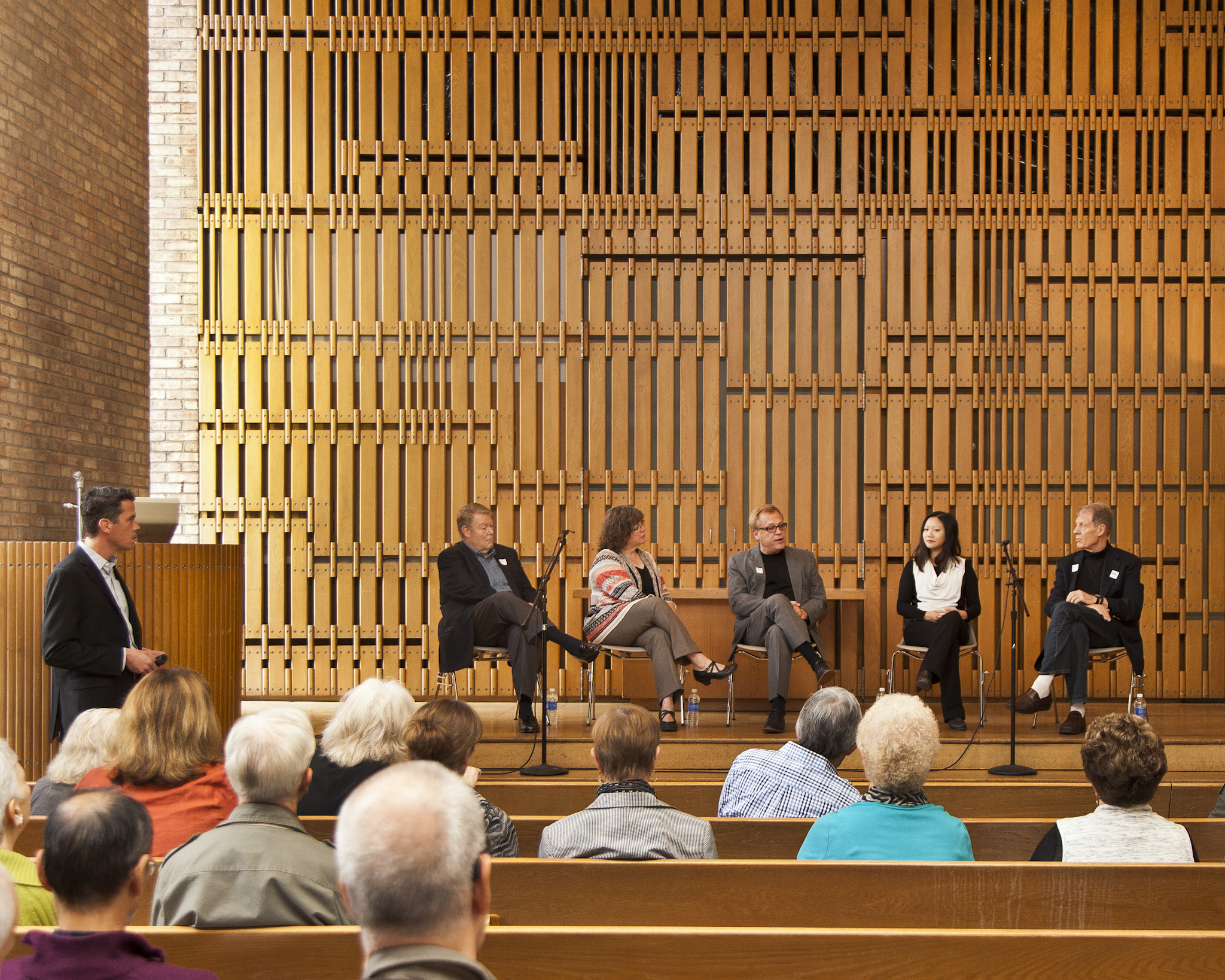
el interior de la iglesia

En lugar de imitar un estilo histórico sin relevancia personal para Columbus, Saarinen optó por reflejar los fundamentos de la fe cristiana en el diseño de la iglesia, en un esfuerzo por unir las diferentes denominaciones de la ciudad. Él creía que la arquitectura moderna era particularmente apropiada para esta forma de cristianismo: la iglesia se basaría en los fundamentos de la religión y la arquitectura y estaría libre de la teología y el estilo tradicionales.

### Disposición
La iglesia está dividida en cuatro elementos principales: el ala este, que contiene la iglesia propiamente dicha, la capilla y el auditorio; el ala oeste, que contiene parte de la escuela bíblica; el puente de conexión entre las alas este y oeste, que contiene el resto de la escuela bíblica; y la torre. El edificio se divide de esta manera para crear una masa equilibrada que es animada, pero tranquila.

### Terraza hundida
El área entre las alas este y oeste se establece 2,4 m por debajo del nivel de la calle. La parte norte de esta zona hundida contenía una piscina de 42,6 por 36,5 m que fue drenada y llenada en 1957 debido a fugas. Hoy contiene un área de césped utilizada para reuniones al aire libre. El resto del área forma una terraza que está bordeada por las alas del edificio en tres lados y parcialmente cubierta por el puente de conexión. Toda la terraza está pavimentada con un patrón de mosaico y rodeada de plantas y macizos de flores. Si el clima lo permite, el área se usa para actividades de la iglesia y de la escuela bíblica.

### Torre
La torre de la iglesia fue planeada como una unidad separada separada del resto de la iglesia, elevándose desde el nivel de la terraza en una línea continua de 50,5 m. La base, que mide 5 por 7 m, está ubicada en la esquina noreste de la piscina de la terraza.
La torre está diseñada con una forma geométrica simple con paredes de ladrillo liso que se abren en un diseño perforado en la parte superior. La sección perforada rodea la cámara de resonancia desde la que se transmiten las campanadas del órgano. El diseño simple de la torre le da dignidad y fuerza, y su ubicación separada en relación con la iglesia propiamente dicha proporciona equilibrio al edificio.

### El templo
La iglesia propiamente dicha, ubicada en la esquina noreste de la propiedad, se encuentra sobre una plataforma a la que se accede desde la calle por un conjunto de nueve escalones. La entrada conduce al nártex, a la derecha del cual hay un guardarropa ya la izquierda del cual hay escaleras que conducen a la galería. Tres puertas conectan el nártex con la nave, una con el pasillo central, la segunda con el lateral y la última con un pasaje bajo que conecta la iglesia con la escuela bíblica.
La iglesia propiamente dicha fue diseñada para crear una atmósfera serena y espacial y, por lo tanto, tiene un diseño asimétrico único. Saarinen no creía en la simetría forzada porque creaba un ambiente artificial y estéril. En su lugar, optó por centrarse en crear un equilibrio entre varias características y puntos de interés en la habitación. Con este fin, la cruz al final del presbiterio está descentrada, pero la mesa de la comunión, parte integral del servicio, se coloca en el eje central de la iglesia. La simetría se utiliza para acentuar el espíritu del servicio, en lugar de crear un entorno artificial. De manera similar, el pasillo central de la nave y el púlpito también están ligeramente descentrados.
A diferencia de muchas iglesias tradicionales, no hay vitrales. En su lugar, Saarinen diseñó ventanas con el mismo patrón utilizado en la parte perforada de la torre, añadiendo unidad y simetría natural al edificio. El flujo de luz en la habitación fue diseñado para resaltar la serenidad de la habitación. La luz del día desde las ventanas del piso al techo ilumina la nave y el presbiterio durante los servicios matutinos, lo que se suma a la naturaleza espiritual del servicio.
La iglesia mide 43,8 de largo, 14 m de ancho y tiene capacidad para 580 personas. Con una galería trasera adicional que tiene capacidad para 180 y un coro de 40, su capacidad total es de 800 personas.

### Capilla
La capilla, como la iglesia, también presenta el diseño asimétrico de Saarinen. En lugar de un pasillo central, hay un pasillo ancho en el lado oeste y un pasillo angosto en el este. Las ventanas similares del piso al techo también brindan luz aquí.

### Baptisterio
El baptisterio está en la parte trasera del presbiterio, protegido de la audiencia con puertas batientes. Está iluminado con la luz del día desde las ventanas de la iglesia propiamente dicha, y la luz fluye sobre los que están siendo bautizados. 
El uso de luz natural para iluminar la ceremonia simboliza la creencia en los arreglos naturales de la muerte, el entierro y la resurrección. Las instalaciones como vestidores, duchas, baños para hombres y mujeres se encuentran en el segundo piso de arriba.

### Órgano
El órgano era el último modelo de Aeolian-Skinner Organ Company en ese momento y consta de 4 manijas y pedales, 72 parlantes, 4695 tubos, 61 barras de arpa, 25 campanas y otros 73 acopladores y accesorios. Se encuentra en una cámara a la izquierda del presbiterio.
El órgano se adaptó a las necesidades de la iglesia. Se basa en un órgano del siglo XVIII con una gran riqueza tonal y claridad, pero se hicieron adiciones mecánicas modernas para que sea más fácil de tocar. Esto dio como resultado un órgano basado en una base clásica con suficiente flexibilidad para interpretar música de todos los períodos.

### Tapiz
El tapiz de 10 por 35 m que decora la iglesia fue diseñado por Saarinen y tejido por tejedores escandinavos capacitados bajo la dirección de su esposa, Loja Saarinen. Hecho de lana y lino, representa el Sermón de la Montaña en una imagen de animales y oyentes. Era el tapiz más grande del país en ese momento.

### Auditorio y sala de recepción
El auditorio se utiliza para cenas, obras de teatro y otros entretenimientos que involucran a un gran número de personas. Los 500 asientos se pueden almacenar debajo del escenario para crear un espacio abierto. Hay unas ventanas que van del techo hasta el piso que se abren hacia la terraza y la piscina. Toda la habitación mide 28 m de largo, 14 m de ancho y un poco más de 3,6 m de alto. El escenario tiene 9,4 m de profundidad.
Conectado al auditorio hay una sala de recepción, que se utiliza para una variedad de actividades y proporciona acceso a las instalaciones para abrigos y baños. La habitación mide 7,3 por 19, 5 m.

### Cocina y oficinas
La cocina y despensa, un área de 83 m², está ubicada en el lado oriental del ala este, dispuesta de manera que no interrumpa los servicios de la iglesia ni perturbe el resto del edificio. El área de oficinas adyacente al vestíbulo de la entrada este consiste en el estudio del pastor, la oficina del secretario, una biblioteca y una sala de recepción.